# Kvarnsjön (Älvsereds socken, Västergötland)
Kvarnsjön är en sjö i Falkenbergs kommun i Västergötland och ingår i Ätrans huvudavrinningsområde. Sjöns area är 0,029 kvadratkilometer och den är belägen 168 meter över havet.